# Chelonus depressus
Chelonus depressus är en stekelart som beskrevs av Thomson 1874. Chelonus depressus ingår i släktet Chelonus och familjen bracksteklar. Inga underarter finns listade i Catalogue of Life.